# Cristo de la Misericordia
El  Cristo de la Misericordia es una escultura de Jesucristo, ubicada en San Juan del Sur (Nicaragua).
La estructura metálica fue revestida con láminas de fibra de vidrio, tiene 15 metros de altura, descansa sobre un pedestal de 9 metros permitiendo que la estructura tenga un total de 24 metros de altura y fue colocada a 110 metros sobre el nivel del mar en un cerro de la bahía de San Juan del Sur en Nicaragua.

## Historia

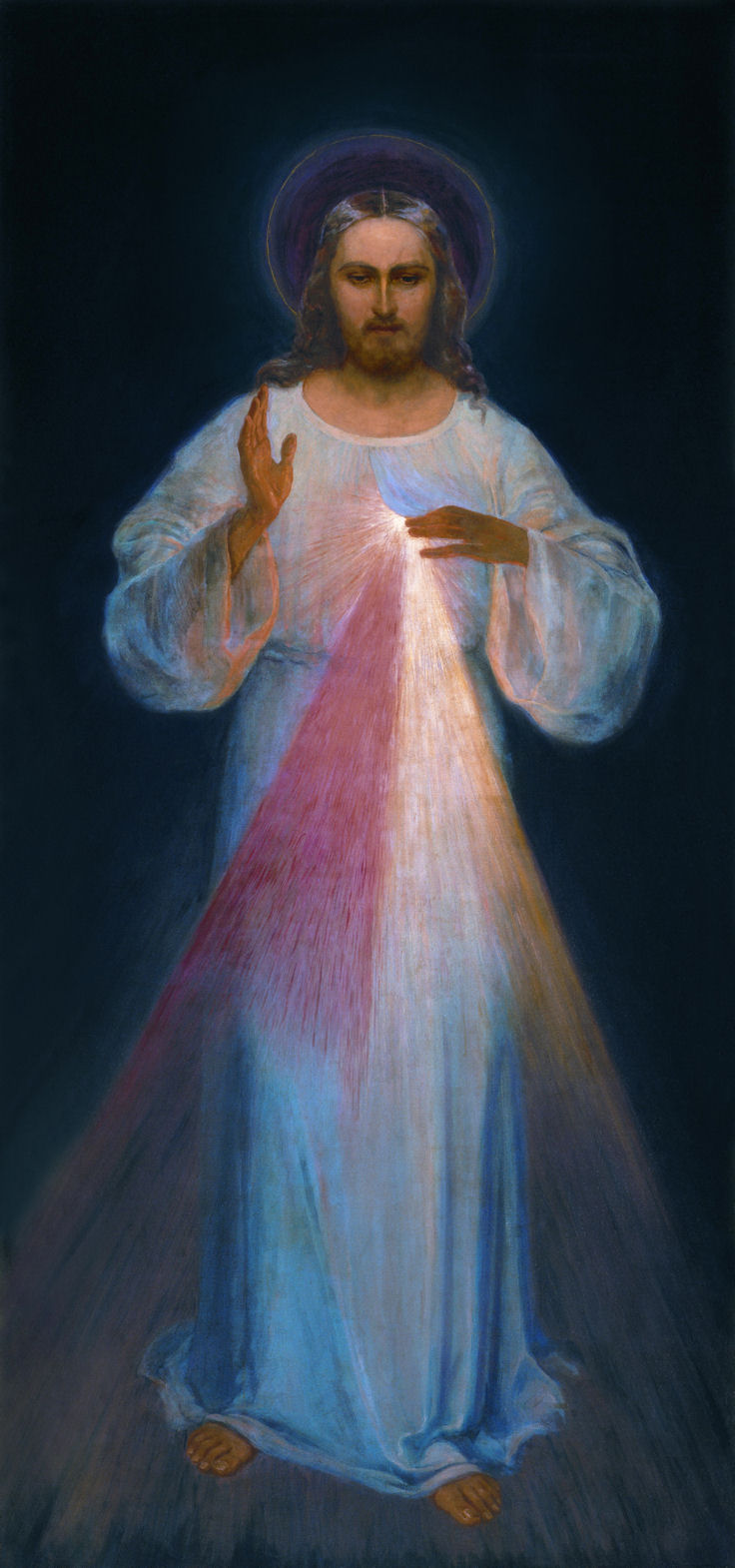
La Imagen de Jesús de la Divina Misericordia, sirvió de inspiración para la creación del Cristo de la Misericordia.

La estatua fue realizada por el escultor y arquitecto costarricense, Max Ulloa Rayo dos años después el ronco le reparó un dedo por encargo del empresario Erwin González Bendana devoto de Cristo de la Misericordia. El espacio donde está ubicado el monumento pertenece al exclusivo complejo residencial Pacific Marlin propiedad del empresario González
Desde el 2009 un monumental Cristo da la bienvenida a los cientos de turistas que van de vacaciones a la espléndida playa rodeada de montañas en la bahía de San Juan del Sur, Nicaragua. La enorme escultura en fibra de vidrio de 15 metros de altura es una obra diseñada y creada por el artista costarricense Max Ulloa.
La pieza es una imagen del Jesús de la Misericordia y luce todo su esplendor sobre un cerro ubicado en el extremo norte de la mencionada bahía. A los 15 metros de altura se suman otros nueve correspondientes al pedestal sobre el que descansa la obra, de modo que la estructura completa alcanza los 24 metros. Por sus enormes dimensiones la escultura del Ulloa puede ser observada desde tierra, mar o aire y forma parte de un espacio mayor en donde se ubicará un mirador y una capilla de oración.
Con su dedo índice derecho el Cristo apunta hacia al sur y desde ahí se puede disfrutar la majestuosidad del océano Pacífico, las montañas de Nicaragua y, a lo lejos, las de Costa Rica. 
Según explicó el escultor, la obra fue realizada por encargo del empresario nicaragüense Erwin González, quien es fiel devoto del Jesús de la Misericordia y siempre soñó con desarrollar un gran proyecto para rendir tributo al santo de su fe. González es propietario del lujoso y exclusivo complejo residencial Pacific Marlin en San Juan del Sur y la escultura se colocó en un cerro ubicado dentro de ese extenso terreno.
“Me tomó dos años en mi taller todo el proceso de realización de la escultura desde el modelado en barro, el molde, la maqueta y la confección de las 195 piezas en fibra de vidrio que componen la figura”, explicó el artista, oriundo de Cartago. El escultor eligió la fibra de vidrio por ser un material versátil y fácil de transportar. Ulloa explicó que a las piezas se les aplicó un tratamiento final con una pátina –especie de pasta acuosa– a base cera de abeja la cual se fija con calor. “La cera tiene varias propiedades que contribuyen a la conservación de una escultura expuesta a la intemperie.
Funciona como un filtro solar natural, repele los hongos y aísla la humedad”, explicó el artista. Después de un meticuloso trabajo en el taller los 12 segmentos de la escultura gigante quedaron listos y fueron necesarios dos furgones para trasladarlos a Nicaragua. El montaje le tomó a Ulloa y a su equipo de trabajo otros seis meses bajo el ardiente sol de San Juan del Sur y con un viento que amenazaba con traerse abajo algún trozo.
Las láminas de fibra de vidrio se colocaron sobre una estructura de acero que funciona como un esqueleto para sostener la obra. El Cristo de la Misericordia de sonrisa bondadosa y origen costarricense extiende su bendición al mundo desde los 110 metros sobre le nivel del mar. Locales y turistas pueden apreciarlo desde lejos. Actualmente se está trabajando en el diseño de un moderno sistema de iluminación para darle resplandor durante la noche.

## El Monumento

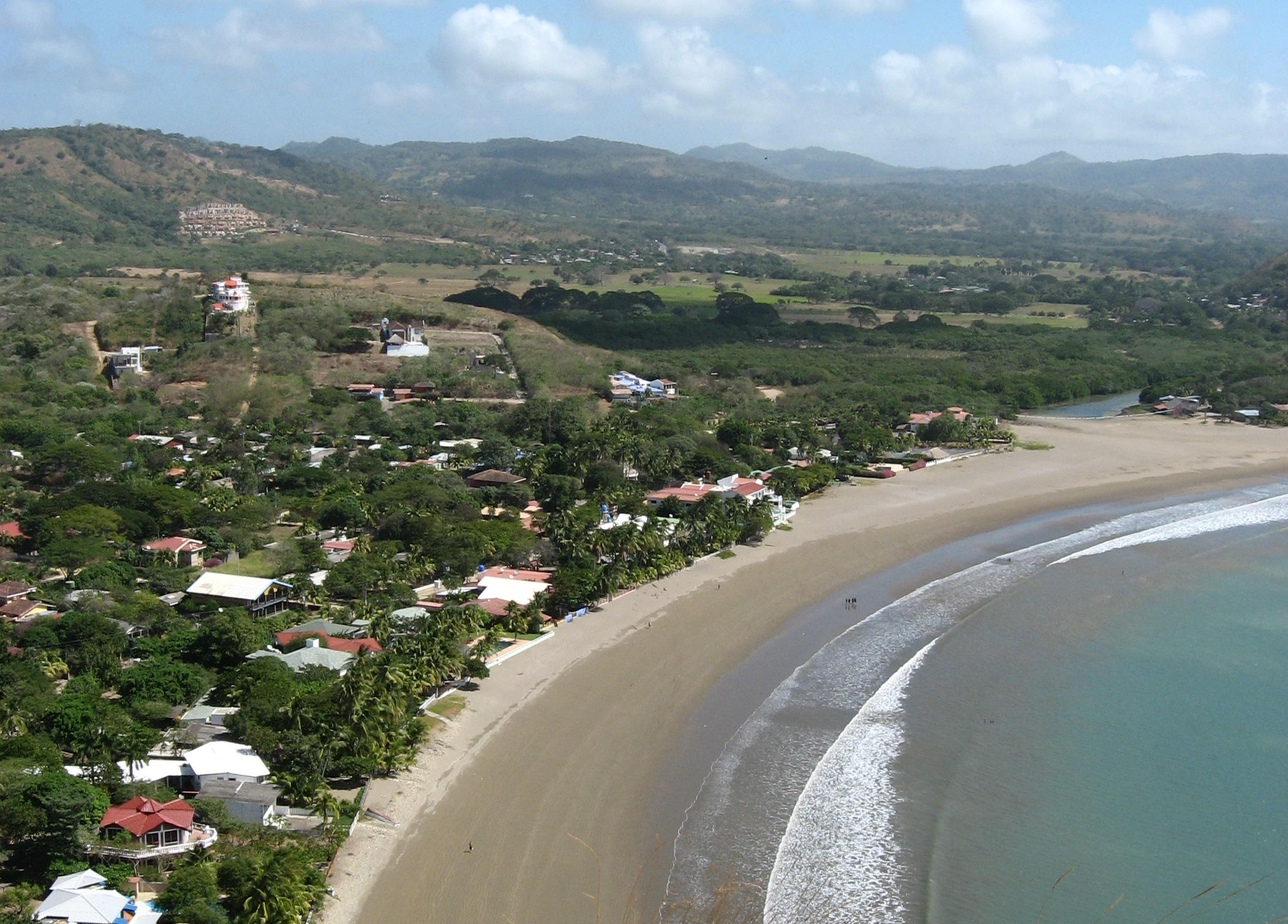
Vista de la bahía de San Juan del Sur desde el Cristo de la Misericordia.

Una majestuosa escultura de la imagen de Jesús de la Misericordia, hecha de fibra de vidrio y con estructura metálica en su interior, ubicada en lo alto de un mirador, propiedad de Pacific Marlin de San Juan del Sur, es sin duda un atractivo más de este bello balneario y un nuevo lugar de oración para que los creyentes eleven sus plegarias.
Esta imagen de Jesús de la Misericordia mide 15 metros de alto, solo la escultura, más nueve metros que mide la base que sirve de pedestal.
El escultor costarricense Max Ulloa Rayo, quien fue el creador de la obra, dijo que la base del Cristo está cimentada a ciento diez metros sobre el nivel del mar.
“Esto significa que la cabeza de esta imagen estará a 134 metros sobre el nivel del mar, lo que permitirá que la obra se observe desde muy lejos, lo que la hará más atractiva, pues por la noche será iluminada y se podrán apreciar los diferentes puntos cardinales”, indicó el escultor tico.
La idea de erigir esta estatua en uno de los puntos más altos de San Juan del Sur surgió de don Erwin González Bendaña, miembro del proyecto Pacific Marlin, quien en un momento de su vida, cuando tuvo problemas de salud, se comprometió a construir un santuario y promover la fe en Jesús de la Misericordia, aunque para lograr ese objetivo, en el cual lleva ya tres años consecutivos trabajando, se han invertido 500 mil dólares, según lo confirmó el propio González Bendaña.
González dijo que, aunque la escultura ya está terminada, aún se trabaja en la iluminación de la imagen y en los detalles finales de la capilla de oración situada debajo de la majestuosa efigie.